# NHK Educational TV
NHK Educational TV (NHK教育テレビジョン, NHK Kyōiku terebijon) est une chaîne de télévision publique éducative et culturelle japonaise de la NHK. Lancée le 10 janvier 1959, elle est la seconde de chaîne de télévision publique de la NHK, après la NHK General TV. Elle diffuse des programmes éducatifs, culturels ou intellectuels, et périodiquement des animes. On pourrait la comparer dans une certaine mesure, à la chaîne télévision américaine PBS, ou à la chaîne de télévision franco-allemande arte. En 2010, la NHK commence à utiliser l'abréviation Eテレ(ītere).
Elle fut la première chaîne de télévision de ce genre au monde.

## Stations de la NHK pour Radio 2/ETV
Pour la télévision numérique, la chaîne peut être sélectionnée en appuyant sur le numéro 2 d'une télécommande, pour toutes les régions.
| Region           | Station    | Radio 2     | Educational TV (Analogique) | Educational TV (Analogique) | Educational TV (Numérique) | Préfecture                                                 |
| Region           | Station    | Identifiant | Identifiant                 | Ch.                         | Identifiant                | Préfecture                                                 |
| ---------------- | ---------- | ----------- | --------------------------- | --------------------------- | -------------------------- | ---------------------------------------------------------- |
| Hokkaidō         | Sapporo    | JOIB        | JOIB-TV                     | 12                          | JOIB-DTV                   | Sous-préfectures de Ishikari, de Shiribeshi et de Sorachi. |
| Hokkaidō         | Hakodate   | JOVB        | JOVB-TV                     | 10                          |                            | Sous-préfectures d'Oshima et Hiyama                        |
| Hokkaidō         | Asahikawa  | JOCC        | JOCC-TV                     | 2                           |                            | Sous-préfecture de Kamikawa, Rumoi et Sōya.                |
| Hokkaidō         | Obihiro    | JOOC        | JOOC-TV                     | 12                          |                            | Sous-préfecture de Tokachi                                 |
| Hokkaidō         | Kushiro    | JOPC        | JOPC-TV                     | 2                           |                            | Sous-préfecture de Kushiro et Nemuro.                      |
| Hokkaidō         | Kitami     | JOKD        | JOKD-TV                     | 12                          |                            | Sous-préfecture d'Abashiri                                 |
| Hokkaidō         | Muroran    | JOIZ        | JOIZ-TV                     | 2                           |                            | Sous-préfectures de Iburi et Hidaka.                       |
| Tōhoku           | Aomori     | JOTC        | JOTC-TV                     | 5                           | JOTC-DTV                   | Aomori                                                     |
| Tōhoku           | Akita      | JOUB        | JOUB-TV                     | 2                           | JOUB-DTV                   | Akita                                                      |
| Tōhoku           | Yamagata   | JOJC        | JOJC-TV                     | 4                           | JOJC-DTV                   | Yamagata                                                   |
| Tōhoku           | Morioka    | JOQC        | JOQC-TV                     | 8                           | JOQC-DTV                   | Iwate                                                      |
| Tōhoku           | Sendai     | JOHB        | JOHB-TV                     | 5                           | JOHB-DTV                   | Miyagi                                                     |
| Tōhoku           | Fukushima  | JOFD        | JOFD-TV                     | 2                           | JOFD-DTV                   | Fukushima                                                  |
| Kantō･Kōshinetsu | Tokyo      | JOAB        | JOAB-TV (Tokyo)             | 3                           | JOAB-DTV (Tokyo)           | Tokyo                                                      |
| Kantō･Kōshinetsu | Yokohama   | --          | JOAB-TV (Tokyo)             | 3                           | JOAB-DTV (Tokyo)           | Kanagawa                                                   |
| Kantō･Kōshinetsu | Chiba      | --          | JOAB-TV (Tokyo)             | 3                           | JOAB-DTV (Tokyo)           | Chiba                                                      |
| Kantō･Kōshinetsu | Saitama    | --          | JOAB-TV (Tokyo)             | 3                           | JOAB-DTV (Tokyo)           | Saitama                                                    |
| Kantō･Kōshinetsu | Maebashi   | --          | JOAB-TV (Tokyo)             | 3                           | JOAB-DTV (Tokyo)           | Gunma                                                      |
| Kantō･Kōshinetsu | Utsunomiya | --          | JOAB-TV (Tokyo)             | 3                           | JOAB-DTV (Tokyo)           | Tochigi                                                    |
| Kantō･Kōshinetsu | Mito       | --          | JOAB-TV (Tokyo)             | 3                           | JOAB-DTV (Tokyo)           | Ibaraki                                                    |
| Kantō･Kōshinetsu | Kōfu       | JOKC        | JOKC-TV                     | 3                           | JOKC-DTV                   | Yamanashi                                                  |
| Kantō･Kōshinetsu | Nagano     | JONB        | JONB-TV                     | 9                           | JONB-DTV                   | Nagano                                                     |
| Kantō･Kōshinetsu | Niigata    | JOQB        | JOQB-TV                     | 12                          | JOQB-DTV                   | Niigata                                                    |
| Tōkai･Hokuriku   | Toyama     | JOIC        | JOIC-TV                     | 10                          | JOIC-DTV                   | Toyama                                                     |
| Tōkai･Hokuriku   | Kanazawa   | JOJB        | JOJB-TV                     | 8                           | JOJB-DTV                   | Ishikawa                                                   |
| Tōkai･Hokuriku   | Fukui      | JOFC        | JOFC-TV                     | 3                           | JOFC-DTV                   | Fukui                                                      |
| Tōkai･Hokuriku   | Shizuoka   | JOPB        | JOPB-TV                     | 2                           | JOPB-DTV                   | Shizuoka                                                   |
| Tōkai･Hokuriku   | Nagoya     | JOCB        | JOCB-TV (Nagoya)            | 9                           | JOCB-DTV (Nagoya)          | Aichi                                                      |
| Tōkai･Hokuriku   | Gifu       | --          | JOCB-TV (Nagoya)            | 9                           | JOCB-DTV (Nagoya)          | Gifu                                                       |
| Tōkai･Hokuriku   | Tsu        | --          | JOCB-TV (Nagoya)            | 9                           | JOCB-DTV (Nagoya)          | Mie                                                        |
| Kansai           | Osaka      | JOBB        | JOBB-TV (Osaka)             | 12                          | JOBB-DTV (Osaka)           | Osaka                                                      |
| Kansai           | Kōbe       | --          | JOBB-TV (Osaka)             | 12                          | JOBB-DTV (Osaka)           | Hyōgo                                                      |
| Kansai           | Kyōto      | --          | JOBB-TV (Osaka)             | 12                          | JOBB-DTV (Osaka)           | Kyōto                                                      |
| Kansai           | Ōtsu       | --          | JOBB-TV (Osaka)             | 12                          | JOBB-DTV (Osaka)           | Shiga                                                      |
| Kansai           | Nara       | --          | JOBB-TV (Osaka)             | 12                          | JOBB-DTV (Osaka)           | Nara                                                       |
| Kansai           | Wakayama   | --          | JOBB-TV (Osaka)             | 12                          | JOBB-DTV (Osaka)           | Wakayama                                                   |
| Chūgoku          | Tottori    | JOLC        | JOLC-TV                     | 4                           | JOLC-DTV                   | Tottori                                                    |
| Chūgoku          | Matsue     | JOTB        | JOTB-TV                     | 12                          | JOTB-DTV                   | Shimane                                                    |
| Chūgoku          | Okayama    | JOKB        | JOKB-TV                     | 3                           | JOKB-DTV                   | Okayama                                                    |
| Chūgoku          | Hiroshima  | JOFB        | JOFB-TV                     | 7                           | JOFB-DTV                   | Hiroshima                                                  |
| Chūgoku          | Yamaguchi  | JOUC        | JOUC-TV                     | 1                           | JOUC-DTV                   | Yamaguchi                                                  |
| Shikoku          | Tokushima  | --          | JOXB-TV                     | 38                          | JOXB-DTV                   | Tokushima                                                  |
| Shikoku          | Takamatsu  | JOHD        | JOHD-TV                     | 39                          | JOHD-DTV                   | Kagawa                                                     |
| Shikoku          | Matsuyama  | JOZB        | JOZB-TV                     | 2                           | JOZB-DTV                   | Ehime                                                      |
| Shikoku          | Kōchi      | JORB        | JORB-TV                     | 6                           | JORB-DTV                   | Kōchi                                                      |
| Kyūshū･Okinawa   | Fukuoka    | JOLB        | JOLB-TV                     | 6                           | JOLB-DTV                   | Fukuoka (Est)                                              |
| Kyūshū･Okinawa   | Kitakyūshū | JOSB        | JOSB-TV                     | 12                          | JOSB-DTV                   | Fukuoka (Ouest)                                            |
| Kyūshū･Okinawa   | Saga       | --          | JOSD-TV                     | 40                          | JOSD-DTV                   | Saga                                                       |
| Kyūshū･Okinawa   | Nagasaki   | JOAC        | JOAC-TV                     | 1                           | JOAC-DTV                   | Nagasaki                                                   |
| Kyūshū･Okinawa   | Kumamoto   | JOGB        | JOGB-TV                     | 2                           | JOGB-DTV                   | Kumamoto                                                   |
| Kyūshū･Okinawa   | Ōita       | JOID        | JOID-TV                     | 12                          | JOID-DTV                   | Ōita                                                       |
| Kyūshū･Okinawa   | Miyazaki   | JOMC        | JOMC-TV                     | 12                          | JOMC-DTV                   | Miyazaki                                                   |
| Kyūshū･Okinawa   | Kagoshima  | JOHC        | JOHC-TV                     | 5                           | JOHC-DTV                   | Kagoshima                                                  |
| Kyūshū･Okinawa   | Okinawa    | JOAD        | JOAD-TV                     | 12                          | JOAD-DTV                   | Okinawa                                                    |